# Григорьевка (Петровский район)
Григорьевка — село в Петровском районе Саратовской области, входит в состав сельского поселения Грачёвское муниципальное образование.

## География
Находится на расстоянии примерно 22 километра по прямой на запад от районного центра города Петровск. 

## История
Официальная дата основания 1807 год. Михайловская церковь была построена в 1823 годы (ныне в руинах). Встречаются также альтернативные названия Пыркино, Ободим (по реке) и Устиновка (в честь хозяина-помещика). В канун отмены крепостного права в Григорьевском насчитывалось 64 двора и 500 жителей. По данным переписи 1910 года в Григорьевке насчитывалось 84 двора и 485 жителей. При Советской власти село постепенно пришло в упадок и в конце концов оставшиеся дома скупили чеченцы.

## Население
Постоянное население составило 9 человек (чеченцы 100%) в 2002 году, 11 в 2010.